# Alán Montes
Alán Isidro Montes Castro (Hermosillo, 26 ottobre 2000) è un calciatore messicano, difensore del Necaxa.

## Biografia
È fratello di César Montes, a sua volta calciatore professionista.

## Caratteristiche tecniche
È un difensore centrale.

## Carriera
Cresciuto nel settore giovanile del Cimarrones, nel 2020 è stato acquistato dal Necaxa con cui ha debuttato nel calcio professionistico il 25 ottobre nell'incontro di Liga MX vinto 1-0 contro il Querétaro. Nell'estate del 2021 è stato ceduto in prestito al Monterrey, dove ha giocato solamente 4 incontri venendo utilizzato principalmente con la formazione riserve, il Raya2. Nel settembre del 2022, è passato, sempre in prestito, in Spagna al Real Avilés, ma nel successivo mercato di gennaio è rientrato al Necaxa senza aver mai debuttato.
Promosso stabilmente in prima squadra a partire dalla stagione 2023-2024, l'8 luglio ha segnato il suo primo gol in massima divisione contro il Club Tijuana, fissando il punteggio sull'1-1 nei minuti finali.

## Statistiche

### Presenze e reti nei club
Statistiche aggiornate al 28 marzo 2025.
| Stagione        | Squadra         | Campionato      | Campionato | Campionato | Coppe nazionali | Coppe nazionali | Coppe nazionali | Coppe continentali | Coppe continentali | Coppe continentali | Altre coppe | Altre coppe | Altre coppe | Totale | Totale | Totale |
| Stagione        | Squadra         | Comp            | Pres       | Reti       | Comp            | Pres            | Reti            | Comp               | Pres               | Reti               | Comp        | Pres        | Reti        | Pres   | Reti   |        |
| --------------- | --------------- | --------------- | ---------- | ---------- | --------------- | --------------- | --------------- | ------------------ | ------------------ | ------------------ | ----------- | ----------- | ----------- | ------ | ------ | ------ |
| 2020-2021       | Necaxa          | LMX             | 1          | 0          | -               | -               | -               | -                  | -                  | -                  | -           | -           | -           | 1      | 0      |        |
| 2021-2022       | Monterrey       | LMX             | 4          | 0          | -               | -               | -               | -                  | -                  | -                  | Cmc         | 0           | 0           | 4      | 0      |        |
| 2021-2022       | Raya2           | EMX             | 19         | 2          | -               | -               | -               | -                  | -                  | -                  | -           | -           | -           | 19     | 2      |        |
| 2022-gen. 2023  | Real Avilés     | SF              | 0          | 0          | CR              | 0               | 0               | -                  | -                  | -                  | -           | -           | -           | 0      | 0      |        |
| gen.-giu. 2023  | Necaxa          | LMX             | 0          | 0          | -               | -               | -               | -                  | -                  | -                  | -           | -           | -           | 0      | 0      |        |
| 2023-2024       | Necaxa          | LMX             | 34         | 2          | -               | -               | -               | -                  | -                  | -                  | LC          | 1           | 0           | 35     | 2      |        |
| 2024-2025       | Necaxa          | LMX             | 19         | 2          | -               | -               | -               | -                  | -                  | -                  | LC          | 3           | 0           | 22     | 2      |        |
| Totale carriera | Totale carriera | Totale carriera | 77         | 6          |                 | 0               | 0               |                    | -                  | -                  |             | 4           | 0           | 81     | 6      |        |